# Chronologie de Chypre
Cette chronologie de l'Histoire de Chypre nous donne les clés pour mieux comprendre l'histoire de Chypre, l'histoire des peuples qui ont vécu ou vivent dans l'actuel Chypre.

## Préhistoire
- Préhistoire de Chypre (en)
- - 1400 : hellénisation de Chypre après les conquêtes mycéniennes
- - 1230 à - 1170 : vagues de destructions par les Peuples de la Mer, et migrations de réfugiés
- - 1000 (vers) : construction de murs cyclopéens
- Syllabaire chypro-minoen en usage à Chypre vers 1550-1050

## Antiquité
- Histoire antique de Chypre (en)

- Dix cités-royaumes de Chypre (de -1000 à -600 approximativement)
- - 709 : conquête de Cgypre par les Néo-Assyriens
- - 631 : libération d'avec la puissance assyrienne
- - 570 : conquête égyptienne
- - 525 : demande officielle d'assistance à Cambyse II (Perse Achéménide) afin d'éviter une invasion égyptienne
- - 525 : Bataille de Pélusium (-525) (en)
- - 499 : Révolte de l'Ionie, que Chypre rejoint
- - 498 : les Perses reprennent le contrôle de Chypre
- - 492 : Première guerre médique
- - 480 : Seconde guerre médique, Bataille de Salamine
- - 477 : Guerres de la Ligue de Délos (477-449)
- - 460 (vers) : Tablette d'Idalion
- - 450 : les Phéniciens s'installent à Chypre
- - 450 (vers) : Sarcophage d'Amathus
- - 400 : Evagoras tente d'obtenir une indépendance de Chypre avec l'aide d'Athènes
- - 386 : Athènes accepte l'hégémonie perse sur Chypre
- - 380 : la Perse reconquiert Chypre
- - 351 : Pythagore de Salamine et d'autres rois chypriotes se soumettent à Alexandre le Grand au début du siège de Tyr
- - 350 : révolte chypriote
- - 344 : Artaxerxès soumet la révolte
- Chypre (province romaine) (de -58 à 649 et de 965 à 1192)
- Liste des gouverneurs romains de Chypre (en)

## XXesiècle
- 16 août 1960 : Chypre proclame son indépendance.